# Aeroportul Internațional Chicago Midway
Aeroportul Internațional Chicago Midway (IATA: MDW, ICAO: KMDW, FAA LID: MDW) este un aeroport din Chicago, Comitatul Cook, Illinois, Statele Unite ale Americii ce deservește zona Chicago. Aeroportul a fost tranzitat în 2023 de 22.050.489 de pasageri. A fost deschis în 1923 și numit după Bătălia de la Midway.
Situat la o altitudine de 189 m, aeroportul dispune de 4 piste.

## Infrastructură

### Piste
Eroare Lua în Modul:Runway la linia 21: attempt to concatenate local 'surface' (a nil value)